# Josef Pekař
Josef Pekař (12. dubna 1870 Malý Rohozec – 23. ledna 1937 Praha) byl přední český historik přelomu 19. a 20. století, žák Jaroslava Golla, profesor a rektor Univerzity Karlovy. Spolu s Josefem Šustou byl stěžejním českým představitelem historické vědy první poloviny 20. století.

## Život a dílo
Pocházel ze selského statku v Malém Rohozci. Manželé Josef a Františka Pekařovi měli ještě dalších sedm dětí, které však zemřely v mladém věku na tuberkulózu. Té podlehla i matka. Dětství trávil v Daliměřicích, které se staly součástí Turnova. Oblast Českého ráje byla bohatou inspirací pro výběr témat mnohých jeho děl.
Po maturitě na gymnáziu v Mladé Boleslavi, které dnes nese jeho jméno, studoval historii v Praze a už roku 1890 článkem v Masarykově Athenaeu dokázal, že název Hrubá Skála se vyskytuje až v 17. století, a Rukopis královédvorský je tudíž padělek. Roku 1893 promoval prací Kandidatury krále Přemysla Otakara II. na německý trůn, kde ukázal, že se Přemysl Otakar II. o císařský trůn ucházel sám, a to až v letech 1272–1273. Dva semestry strávil v Erlangenu a v Berlíně, pak učil na gymnáziu v Mladé Boleslavi a v Praze v Truhlářské. Brzy po roce 1895 se stal autorem Českého časopisu historického (ČČH), který později po třicet let redigoval. Habilitoval se roku 1897 prací Dějiny Valdštejnského spiknutí (1630–1634), kde Valdštejna ukázal jako váhavého, nicméně zrádce. Téhož roku ostře odmítl protičeský článek německého historika Theodora Mommsena a doložil význam české kultury pro Evropu; jeho odpověď pak ještě několikrát vyšla a byla přeložena do řady jazyků. K jubileu Františka Palackého 1898 napsal přehled české historiografie ve druhé polovině 19. století a řadu článků do Ottova slovníku naučného (mimo jiné právě heslo František Palacký, které později v mírně upravené verzi vydal jako samostatnou knihu).
Roku 1901 byl jmenován profesorem a ve dvou článcích kritizoval představy o slovanské „zádruze“. V práci Nejstarší kronika česká (1903) se pokusil dokázat, že svatováclavská legenda tzv. Kristiána, kterou Josef Dobrovský pokládal za padělek, pochází skutečně z 10. století. Přestože Pekařovy argumenty přijala část historiků, diskuse o době vzniku legendy pokračuje nadále. V letech 1909 a 1911 vydal Knihu o Kosti, důkladný popis šlechtického života za třicetileté války a poměrů poddaných v 17. a 18. století. Důraz na detaily běžného života a hospodářské poměry byl tehdy nový a předešel svou dobu. V roce 1915 následovala práce České katastry 1654 až 1789, kde ukázal postup centralizace v Rakousku.
Roku 1912 vydal brožuru Masarykova česká filosofie, kde se bránil proti Herbenovým útokům na Gollovu školu, kritizoval Masarykovu historickou metodu a odmítl myšlenku, že by smyslem českých dějin byla náboženská myšlenka humanity; tím zahájil dlouhý spor o smysl českých dějin. Jeho zásluhy o vědní obor historie byly oceněny členstvím v České akademii věd a umění (dopisujícím členem od 1. 12. 1900, mimořádným 30. 11. 1907, řádným členem zvolen 11. prosince 1916), řádným členem Královské české společnosti nauk se stal 9. ledna 1931 (mimořádným od 9. 1. 1901).
Josef Pekař žil na Janáčkově nábřeží 138/59 (v době jeho života nábřeží Legií 453/4) v letech 1935–1937. Na naléhání přátel se sem přestěhoval z nedalekého Újezdu na Malé Straně čp. 403/25 (nyní 403/31), kde žil v letech 1899–1935. S přibývajícím věkem a zdravotních obtíží mu každodenní výstup 108 schodů činil veliké obtíže, proto zvolil bydlení na novém, dostupnějším místě ve zvýšeném přízemí domu na nábřeží.

## V Československu

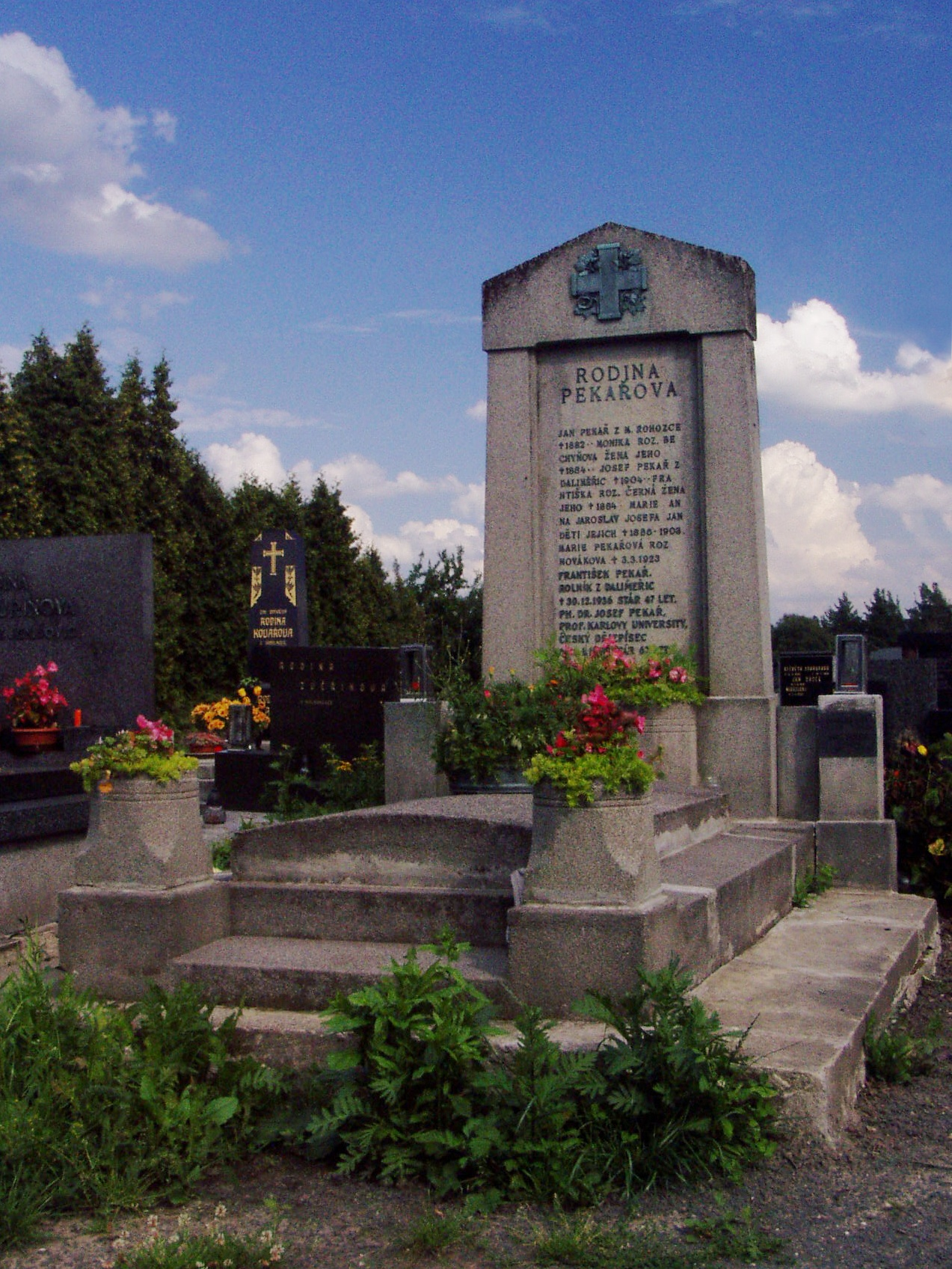
Pekařův hrob v Jenišovicích

Vznik Československa Pekař sice neočekával, nicméně oslavil přednáškou Říjen 1918 a věnoval se pak otázce po zavinění války (Světová válka, 1921). Téhož roku vydal přepracovanou učebnici Dějiny československé, dlouho užívanou na našich středních školách. V reakci na poválečnou protikatolickou vlnu začal polemik Pekař obhajovat až idealizovat české baroko i šlechtu (Tři kapitoly o sv. Janu Nepomuckém, 1921; Bílá Hora, 1921; Omyly a nebezpečí pozemkové reformy, 1923) a od té doby se stává konzervativním národovcem (Objevy Bretholzovy čili od které doby sedí Němci v naší vlasti, 1922). Ve svém nejrozsáhlejším čtyřsvazkovém díle Žižka a jeho doba (1928–1934) hodnotí Žižku – podobně jako Palacký – spíše jako válečníka a náboženského fanatika, na rozdíl od Palackého však upírá husitství nadnárodní význam a představuje je jako hnutí ryze středověké, pro současnost těžko pochopitelné a v důsledcích spíše škodlivé. Kniha vyvolala ostré reakce, zejména Jana Slavíka a Kamila Krofty, na něž Pekař odpověděl články později vydanými pod názvem O smyslu českých dějin.
| „             | Smysl českých dějin shledával v nich samých, tedy v uchování existence českého národa a v jeho kontinuálním organickém vývoji. | “ |
| — Petr Čornej | |   |

K „Svatováclavskému miléniu“ – (domnělému) výročí smrti svatého Václava – vydal knihu Svatý Václav (1929) a k výročí Valdštejnovu přepracované vydání knihy Valdštejn (1934). V letech 1931–1932 byl rektorem Karlovy univerzity, v nástupní přednášce znovu zdůraznil své národně-konzervativní stanovisko a názor, že periodizace českých dějin má vycházet z životních slohů, podobně jako v dějinách umění. Ve slavnostním projevu k 85. narozeninám T. G. Masaryka se však upřímně poklonil Masarykově dějinné velikosti, jeho dílu osvoboditelskému a státnickému.
Dějinné události se Pekař snažil vykládat důsledně v dobovém kontextu a jako svědomitý historik zdůrazňoval nesourodost představ různých epoch. („Tehdejší události musíme vždy posuzovat očima tehdejších lidí“). V poválečných polemikách se klonil ke konzervativnějšímu stanovisku, zůstal však přesvědčeným vlastencem a všechny velké události hodnotil z hlediska svého národa. Proto se také snažil zbavit české vlastenectví náboženských sporů, jež národu v minulosti podle jeho názoru tolik uškodily.
Tomáš Garrigue Masaryk poslal 30. ledna 1937 oficiálně velkou kytici červených růží na jeho poslední cestu. Na stuze byl nápis: Profesore Pekaři, byl jste hodný člověk!
Mezi jeho kvalifikované oponenty a kritiky patřil levicově smýšlející Jan Slavík, obdivovatel Masaryka a husitství František Michálek Bartoš, žáci Jaroslava Golla a masarykovci Václav Novotný a Rudolf Urbánek.
V letech 1948–1989 byly jeho knihy, stejně jako Masarykovy, odstraněny z knihoven. Po komunistickém převratu v roce 1948 se proti zemřelému historikovi rozpoutala pekelná kampaň, jejíž druhá ne tak silná vlna následovala v prvním normalizačním desetiletí.

## Pekařovo pojetí dějin
Základním principem Pekařova pojetí dějin byl princip, že historik má pochopit dobu z ní samé, má poznat a procítit jejího ducha. Dějepis dle něj měl mít základ vědecký, avšak přínos historika měl být v procítění a zobrazení dávné doby. Historie není suchá exaktní věda střízlivě pitvající látku, jako např. anatomie, ale je to věda zkoumající život konkrétních lidí. Proto taky historik nemůže zůstat chladně nezaujatým pozorovatelem – musí k minulosti a jejím postavám zaujímat svůj postoj. Toto pojetí dějin již nelze považovat za pozitivismus. Pekař pozitivismus již zřetelně překračuje tím, jak proniká svou historickou intuicí za fakta získaná z historických pramenů. 
Pekař se rozcházel s dějinnou filozofií a výkladem dějin Palackého a Masaryka. Zpočátku Pekař považoval národní prvek za nosný a hybný faktor českých dějin, později mluvil o komplexnějším pojetí českých dějin – českou historii včlenil do širšího evropského kontextu. Masarykovy filozofické teze („reformační“) o českých dějinách odmítal. Pekař viděl větší složitost a relativnost historického dění.

## Citát
| „          | Monumentální postavou byl Josef Pekař, vlastně profesor rakouských dějin, shodou několika okolností rychle se vyvinující na ústředního představitele národní vědy, následovníka Františka Palackého. Spojoval organicky světovost s bytostnou českostí, kritičnost se schopností vidět skrze papír a dokumenty se skepsí do hloubek času a vnímat souvislosti tvůrčím pohledem, jenž objevuje a hodnotí. Bral historii jako živou současnost, veden bytostnou českostí i politickým smyslem. | “ |
| — V. Štech | |   |

## Dílo
- Čechové jako apoštolé barbarství. Praha : Bursík & Kohout, 1898. Dostupné online.
- Dějiny naší říše se zvláštním zřetelem ke královstvím a zemím v říšské radě zastoupeným Historický klub, Praha, 1914 Dostupné online
- Nejstarší kronika česká (Praha 1903)
- O správním rozdělení země české do polovice 13. století. In:  Sborník prací historických. Praha: Hist. klub, 1906. Dostupné online. S. 81–123.
- Kniha o Kosti I.–II. (Praha 1909–1911, Praha 1935, Praha 1942, Praha 1970, Praha 1998 včetně 3. dílu)
- České katastry 1654–1789 (Praha 1915, Praha 1932) Dostupné online
- Dějiny československé (Praha 1921, Praha 1991) Dostupné online Praha 1922
- Bílá Hora (Praha 1921) Dostupné online
- Tři kapitoly z boje o sv. Jana Nepomuckého (Praha 1921) Dostupné online
- Omyly a nebezpečí pozemkové reformy, Praha : Vesmír, 1923. Dostupné online.
- Svatý Václav. In:  Svatováclavský sborník. Praha: Národní výbor pro oslavu svatováclavského tisíciletí, 1934. Dostupné online. S. 9–101.
- Masarykova česká filosofie. Praha : Historický klub, 1927
- Smysl českých dějin (Praha 1929). Dostupné online
- Žižka a jeho doba I.–IV. (Praha 1927–1933; Praha 1992). Dostupné online.
- K českému boji státoprávnímu za války. Praha : Historický klub, 1930. Dostupné online.
- O periodisaci českých dějin. Praha : Historický klub, 1932. Dostupné online.
- Valdštejn I.–II. (Praha 1934, Praha 2008). Dostupné online.
- Zprávy pramenů o boji na hoře Vítkově 14. července 1420. Praha: Historický seminář university Karlovy, 1926. Dostupné online.
- Postavy a problémy českých dějin (Praha 1990)
- Světová válka. Karlín : Vesmír, 1921. Dostupné online.
- O povstání kralevice Přemysla proti králi Václavovi I. Praha : Katolický literární klub, 1941. Dostupné online.